# Walter Eli Clark

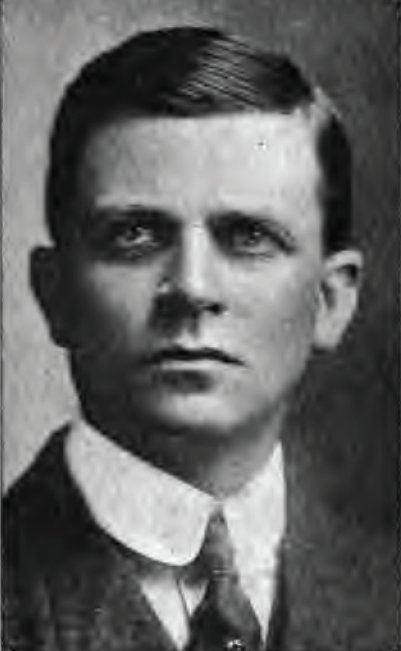

Walter Eli Clark (7 de janeiro de 1869 - 4 de fevereiro de 1950) foi um jornalista, político e editor de jornal estadunidense. Além de suas atividades jornalísticas, ele serviu como o último governador do distrito de Alasca 1909-1912, e o primeiro governador do Território do Alasca 1912-1913.